# Tokyo Tapes
Tokyo Tapes (укр. Токійські записи) — перший концертний альбом німецького рок-гурту Scorpions, представлений у серпні 1978 року у Японії, наприкінці 1978 року — у Європі та у січні 1979 року — у США. Платівка отримала золотий статус у Франції.

## Про альбом
У 1978 році Scorpions провели турне на підтримку даного альбому по Японії, яке тепло зустріли японські шанувальники гурту. У 1978 році, після закінчення туру, гітарист Ульріх Рот пішов із гурту. Завершення творчого шляху Scorpions і ведучого гітариста якраз став цей альбом.
Цікавою особливістю платівки є народна японська пісня в обробці Scorpions — «Kojo no tsuki». Ця пісня була написана під враженнями від руїн замку Okajyo.

## Список композицій
| Перша сторона | Перша сторона     | Перша сторона |
| #             | Назва             | Тривалість    |
| ------------- | ----------------- | ------------- |
| 1.            | «All Night Long»  | 3:44          |
| 2.            | «Pictured Life»   | 3:12          |
| 3.            | «Backstage Queen» | 3:44          |
| 4.            | «Polar Nights»    | 6:43          |
| 5.            | «In Trance»       | 5:15          |

| Друга сторона | Друга сторона                    | Друга сторона |
| #             | Назва                            | Тривалість    |
| ------------- | -------------------------------- | ------------- |
| 1.            | «We'll Burn the Sky»             | 8:07          |
| 2.            | «Suspender Love»                 | 3:38          |
| 3.            | «In Search of the Peace of Mind» | 3:02          |
| 4.            | «Fly to the Rainbow»             | 9:39          |

| Третя сторона | Третя сторона               | Третя сторона |
| #             | Назва                       | Тривалість    |
| ------------- | --------------------------- | ------------- |
| 1.            | «He's a Woman, She's a Man» | 5:22          |
| 2.            | «Speedy's Coming»           | 3:40          |
| 3.            | «Top of the Bill»           | 6:45          |
| 4.            | «Hound Dog»                 | 1:14          |
| 5.            | «Long Tall Sally»           | 2:50          |

| Четверта сторона | Четверта сторона  | Четверта сторона |
| #                | Назва             | Тривалість       |
| ---------------- | ----------------- | ---------------- |
| 1.               | «Steamrock Fever» | 3:41             |
| 2.               | «Dark Lady»       | 4:18             |
| 3.               | «Kōjō no Tsuki»   | 3:35             |
| 4.               | «Robot Man»       | 5:47             |

| Додаткові композиції ремастеринг-видання 2015 року | Додаткові композиції ремастеринг-видання 2015 року | Додаткові композиції ремастеринг-видання 2015 року |
| #                                                  | Назва                                              | Тривалість                                         |
| -------------------------------------------------- | -------------------------------------------------- | -------------------------------------------------- |
| 1.                                                 | «Hell Cat»                                         | 9:47                                               |
| 2.                                                 | «Catch Your Train»                                 | 3:52                                               |
| 3.                                                 | «Kimi ga yo»                                       | 1:29                                               |
| 4.                                                 | «Polar Nights»                                     | 7:32                                               |
| 5.                                                 | «He's a Woman, She's a Man»                        | 6:06                                               |
| 6.                                                 | «Top of the Bill»                                  | 10:48                                              |
| 7.                                                 | «Robot Man»                                        | 6:49                                               |

## Учаснкики запису
- Клаус Майне — вокал
- Рудольф Шенкер — гітара
- Ульріх Рот — гітара, вокал
- Френсіс Бухольц — бас
- Герман Ребелл — ударні